# کهکشان ولف-لوندمارک-میلوت
ولف-لوندمارک-میلوت (انگلیسی: Wolf–Lundmark–Melotte) یا (WLM) یک کهکشان نامنظم میله‌ای است که در سال ۱۹۰۹ توسط ماکس ولف کشف شد و در لبه‌های بیرونی گروه محلی قرار دارد. کشف ماهیت این کهکشان توسط کنات لوندمارک و فیلیبر ژاک ملوت در سال ۱۹۲۶ تأیید شد. این کهکشان در صورت فلکی نهنگ قرار دارد.

## ویژگی‌ها
ولف-لوندمارک-میلوت یک دیسک چرخان است که به صورت لبه‌ای دیده می‌شود. این نسبتاً از بقیهٔ کهکشان‌های گروه محلی جدا است و به نظر نمی‌رسد نشان‌های چندانی از تعامل نشان دهد. با این حال، منحنی چرخش ولف-لوندمارک-میلوت نامتقارن است، به طوری که سمت دور شونده و سمت نزدیک شونده کهکشان به جهت‌های مختلفی در حال چرخش هستند.
هرچند از هم جدا شده است، اما ولف-لوندمارک-میلوت شواهدی از قرار داشتن زیر فشار رانش را نشان می‌دهد. این بسیار خارج از شعاع ویروسی کهکشان راه شیری است، بنابراین ممکن است که ولف-لوندمارک-میلوت در حال حاضر از یک محیط نسبتاً متراکم عبور می‌کند.

## تشکیل ستاره
در سال ۱۹۹۴، ای.ئی. دلفین (A. E. Dolphin) از تلسکوپ فضایی هابل برای ایجاد یک نمودار هرتسپرونگ-راسل برای ولف-لوندمارک-میلوت استفاده کرد. این نمودار نشان داد که حدود نیمی از کل شکل‌گیری ستاره در این کهکشان در طی یک ستاره‌باران رخ داده است که حدود ۱۳ بیلیون سال پیش آغاز شد. در طول انفجار ستاره، فلزینگی WLM از [Fe/H] ~ ۲٫۲- به [Fe/H] -1.3 افزایش یافت. از آنجایی که هیچ جمعیت شاخه افقی وجود ندارد، دلفین نتیجه می‌گیرد که بیش از ۲۰ جرم خورشیدی M☉ در هر میلیون سال از تشکیل ستاره در دوره ۱۲ تا ۱۵ بیلیون سال پیش رخ نداده است. از ۲٫۵ تا ۹ بیلیون سال پیش، میانگین سرعت تشکیل ستاره ۱۰۰ تا ۲۰۰ جرم خورشیدی M☉ در هر میلیون سال بود. قرار گرفتن در لبه گروه محلی همچنین WLM را از فعل و انفعالات و ادغام با کهکشان‌های دیگر محافظت کرده است، و به آن جمعیت ستاره‌ای «بکر» و حالتی می‌دهد که آن را به ویژه برای مطالعات تطبیقی سودمند می‌کند.
همان‌گونه که توده‌هایی از ستارگان تازه تشکیل شده در نور فرابنفش قابل مشاهده است، WLM در حال حاضر در حال تشکیل ستارگان است. اندازه این توده‌ها حدود ۲۰ تا ۱۰۰ سال نوری (۷ تا ۳۰ پارسک) است. جوانترین توده‌ها در نیمه جنوبی کهکشان یافت می‌شوند که شکل‌گیری ستاره‌ای بیشتری دارد.

## خوشه کروی
ولف-لوندمارک-میلوت دارای یک خوشه کروی شناخته شده (WLM-1) در 00h 01m 29.5s −۱۵° ۲۷′ ۵۱" یا 00h 01m 29.5s ‏ 51″ 27′ ‎−15° است که هاج و همکارانش. (۱۹۹۹) با قدر مطلق ۸٫۸- و فلزی بودن ۱٫۵- با سن ۱۵ میلیارد سال تعیین شد. این خوشه دارای درخشندگی است که کمی بیشتر از میانگین تمام کروی‌ها است. فقدان ظاهری خوشه‌های کروی کم جرم ضعیف را نمی‌توان با نیروهای جزر و مدی ضعیف سیستم WLM توضیح داد.